# Pirata montanus
Pirata montanus este o specie de păianjeni din genul Pirata, familia Lycosidae, descrisă de Emerton, 1885. Conform Catalogue of Life specia Pirata montanus nu are subspecii cunoscute.